# Gare de Marseille-Saint-Charles

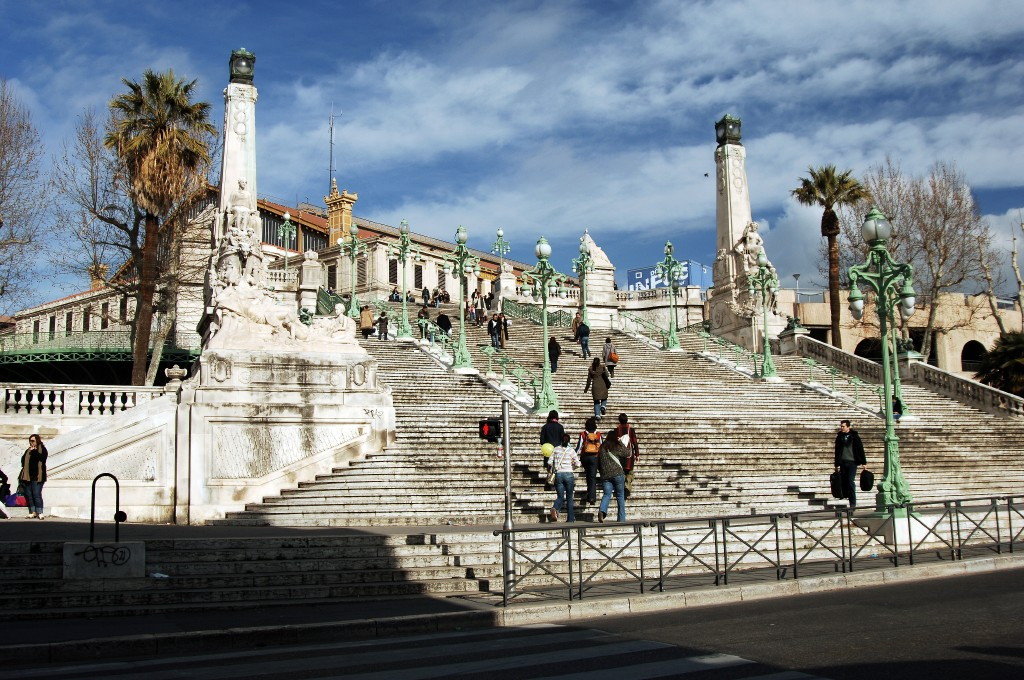
A pályaudvar fő lépcsője

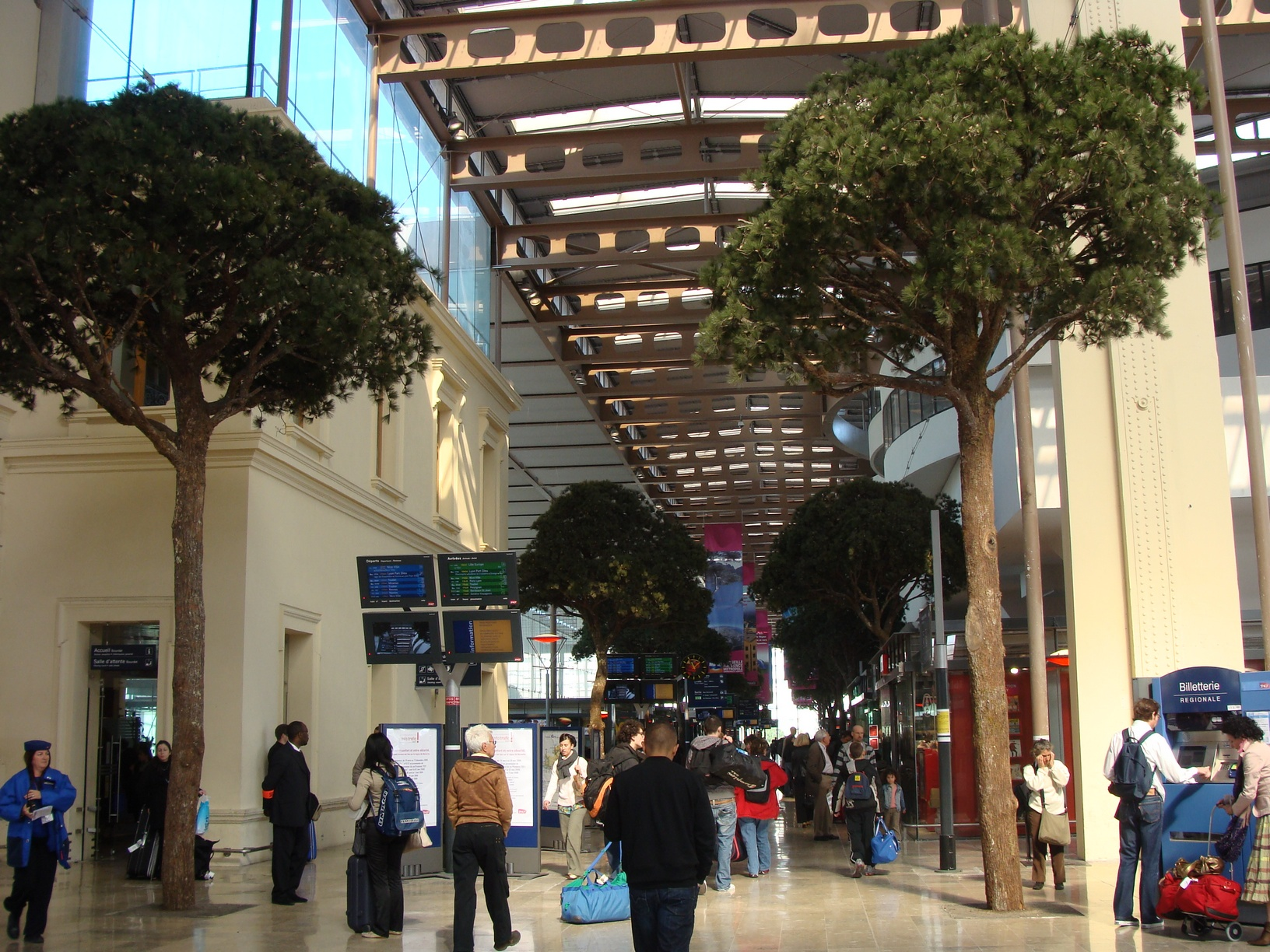
Az új váróterem

A Gare de Marseille-Saint-Charles egy 15 vágányos vasúti fejpályaudvar Marseille-ben. 2007-ben összesen 15 millió utas fordult meg itt, ezzel Franciaország legforgalmasabb pályaudvarainak egyike. Mellette található a város buszpályaudvara is. 1848 január 8-án nyílt meg,  1962 június 22-én villamosították 1500 V egyenárammal. A TGV szolgáltatás 1981 szeptember 26-án indult meg Párizs felé, de még a hagyományos vonalon. 2001 június 10-én nyitották meg a LGV Méditerranée vonalat, ezzel Marseilletől Párizsig végig kiépült a nagysebességű vasút.
Az állomás egy kisebb dombon található, ahová egy monumentális lépcsőn lehet felmenni.

## Vasútvonalak
SNCF
- Párizs–Marseille-vasútvonal
- Marseille–Ventimiglia-vasútvonal
- Lyon-Perrache-Grenoble-Marseille-vasútvonal
- Marseille-Saint-Charles-Marseille-Joliette-vasútvonal
- L’Estaque–Marseille-Joliette-vasútvonal

Marseille-i metró
- 1-es metróvonal
- 2-es metróvonal

## Célállomások
A pályaudvarról az alábbi városok érhetőek el:
- Lyon (Stations of Perrache, Part-Dieu or St Exupéry Airport TGV) / Párizs (3 óra)
- Rennes / Brest
- Lille–Brüsszel
- Dijon / Besançon / Mulhouse
- Frankfurt / Luxembourg / Metz / Nancy / Strasbourg
- Nantes
- InterCity járatok: (Téoz) Bordeaux - Toulouse - Montpellier - Marseille - Nizza
- Le Havre / Rouen
- Aubagne / Cassis / La Ciotat / Toulon

Továbbá néhány regionális állomás.

## Vasúti járatok
A pályaudvarról az alábbi járatokk indulnak:
- Nagysebességű szolgáltatás (TGV) Párizs - Avignon - Aix-en-Provence - Marseille
- Nagysebességű szolgáltatás (TGV) Brüsszel - Lille - Airport Charles de Gaulle - Lyon - Avignon - Aix-en-Provence - Marseille - Cannes - Nizza
- Nagysebességű szolgáltatás (AVE) Madrid - Barcelona - Perpignan - Montpellier - Avignon - Aix-en-Provence - Marseille
- Nagysebességű szolgáltatás (TGV) Basel - Mulhouse - Dijon - Lyon - Avignon - Marseille
- Nagysebességű szolgáltatás (TGV) Frankfurt - Strasbourg - Mulhouse - Lyon - Avignon - Aix-en-Provence - Marseille
- Nagysebességű szolgáltatás (TGV) Metz - Nancy - Dijon - Lyon - Avignon - Marseille - Cannes - Nizza
- Nagysebességű szolgáltatás (TGV) Geneva - Lyon - Marseille - Nizza
- Nagysebességű szolgáltatás (TGV) Annecy - Chambery - Grenoble - Avignon - Aix-en-Provence - Marseille
- Nagysebességű szolgáltatás (TGV) Le Havre - Rouen - Lyon - Avignon - Marseille
- Nagysebességű szolgáltatás (TGV) Rennes - Le Mans - Lyon - Avignon - Marseille
- Nagysebességű szolgáltatás (Thalys) Amsterdam - Rotterdam - Antwerp - Brussels - Avignon - Aix-en-Provence - Marseille (nyáron szombatonként)
- Nagysebességű szolgáltatás (Eurostar) London - Ashford - Lyon - Avignon - Marseille (2015 május 1-től)
- EuroCity (Thello) Marseille - Cannes - Nizza - Monaco - Ventimiglia - Genoa - Milánó
- Intercity (Intercités) Bordeaux - Toulouse - Montpellier - Marseille - Cannes - Nizza
- Intercity (Intercités) Bordeaux - Toulouse - Narbonne - Montpellier - Arles - Marseille
- Nagysebességű szolgáltatás (TGV Ouigo) Marne-la-Vallée - Lyon Saint-Exupéry - Avignon - Marseille
- Éjszakai vonat (Lunéa) Strasbourg - Mulhouse - Avignon - Marseille - Cannes - Nizza
- Éjszakai vonat (Lunéa) Luxembourg - Metz - Nancy - Avignon - Marseille - Cannes - Nizza
- Regionális szolgáltatás  Lyon - Montelimar - Orange - Avignon - Arles - Miramas - Marseille
- Regionális szolgáltatás Avignon - Arles - Miramas - Marseille
- Regionális szolgáltatás Marseille - Aix-en-Provence - Sisteron - Gap - Briançon
- Helyi szolgáltatás Miramas - Fos-sur-Mer - Carry-le-Rout - Marseille
- Helyi szolgáltatás Pertuis - Aix-en-Provence - Gardanne - Marseille
- Helyi szolgáltatás Aix-en-Provence - Gardanne - Marseille
- Helyi szolgáltatás Marseille - Aubagne - Saint-Cyr-sur-Mer - Toulon

### Könyvek
- Maurice Mertens et de Jean-Pierre Malaspina, La légende des Trans-Europ-Express, LR-Presse, 2007.
- Jacques Defrance, Le matériel moteur de la SNCF, NM, Paris, 1969, réédition 1978.
- Lucien Maurice Vilain, L'évolution du matériel moteur et roulant de la Cie Paris-Lyon-Méditerranée (PLM), Vincent-Fréal et Cie, 1971.
- L'Etoile de Veynes, Presses et éditions ferroviaires, 2002.
- H. Lartilleux, Géographie des Chemins de fer français, Chaix, 1956, pages 66 à 74.
- Vie du Rail, Escale à Marseille, numéro spécial n° 1915, La Vie du Rail, octobre 1983.
- Jean-Chaintreau, Jean Cuynat et Georges Mathieu, Les Chemins de fer du PLM, La Vie du Rail et La Régordanne, 1993.
- Patricia et Pierre Laederich, André Jacquot et Marc Gayda, Histoire du réseau ferroviaire français, Ormet, Valignat, 1996.
- Revue : "Le Train", avec numéro hors série "Les archives du PLM", tome 1 l'histoire de la Compagnie des origines à 1899, par Jean-Marc Dupuy, paru en 2008.
- Gérard Planchenault, Marseille Saint-Charles, Histoire d'une grande gare, 1847-2007, Alan Sutton, St Cyr-les-Tours, décembre 2008 (NB : ouvrage comportant quelques erreurs à propos des débuts du chemins de fer [voir page discussion]).

### Cikkek
- « La saga des Nez de cochon », par William Lachenal, in revue Voies Ferrées, n° 1, septembre-octobre 1980, 6–16.
- « Les débuts du chemin de fer à Marseille », par Pierre Echinard, in revue Marseille, n° 169, 1995.
- « Gare de Marseille », in La France des gares, collection Guides Gallimard, 2001.
- « Les débuts du chemin de fer à Marseille », par Pierre Echinard, in revue Marseille, n° 216, 2007.
- « La gare Saint-Charles de Marseille, Le dépôt de la gare de Marseille Saint-Charles & L'escalier monumental de la gare Saint-Charles », par Emmanuel Laugier, in revue Marseille, n° 216, mars 2007.
- « Un nom, un train Le Rhodanien », par Jean-Pierre Malaspina, revue Voies Ferrées, n° 167, mai-juin 2008.